# I Ogólnopolski Przegląd Studenckich Zespołów Jazzowych
I Ogólnopolski Przegląd Studenckich Zespołów Jazzowych odbył się w dniach 7 - 8 marca 1964 roku. Jury przewodniczył Jerzy Pakulski.

## Laureaci
W kategorii zespołowej
I nagroda ex aequo:
- Jazz Band Ball (Kraków)
  - Jan Kudyk (tp)
  - Ryszard Kwaśniewski (cl)
  - Zdzisław Garlej (tb)
  - Tadeusz Wójcik (b)
  - Marek Podkanowicz (bjo)
  - Jacek Brzycki (dr)
  - Jan Boba (p, kier)
- Kwartet Ryszarda Kruzy (Gdańsk)
  - Jerzy Sapiejewski (p)
  - Stefan Kaerney (dr)
  - Wiesław Damiecki (b)
  - Ryszard Kruza (vib)

Wyróżnienia:
- Ragtime Jazz Band Ball (Warszawa)
- Royal Garden Jazz Band (Wrocław)

Wyróżnienia indywidualne (równorzędne)
- Jacek Bednarek (b, Toruń)
- Jacek Brodowski (p, Warszawa)
- Ryszard Kruza (vib, Gdańsk)
- Ryszard Katysiak (p, Poznań)
- Andrzej Nowak (org, Kraków)